# PDVAL
Productora y Distribuidora Venezolana de Alimentos (PDVAL) es una empresa estatal de distribución de alimentos en Venezuela. El 6 de enero de 2008, el entonces presidente de Venezuela, Hugo Chávez, anunció la creación de la Productora y Distribuidora Venezolana de Alimentos (PDVAL) con el objetivo de garantizar el abastecimiento de los alimentos. El 27 de julio de 2010 PDVAL es adscrita al Ministerio del Poder Popular para la Alimentación, según la Gaceta Oficial 39.474, mediante el Decreto 7.540.

## Alimentos en estado de descomposición
En octubre de 2008  se inició una inspección  a 838 contenedores que se encontraban en los almacenes de Serpaca, ubicados en la Zona Industrial La Belisa, en Puerto Cabello (Carabobo) donde se encontraron alimentos en mal estado, que no sólo "no son aptos para el consumo humano". Fue a partir de junio de 2010, PDVAL pasó a ser administrada por la Vicepresidencia de Venezuela, luego del informe presentado por el hallazgo de miles de toneladas de alimentos descompuestos en diferentes almacenes en todo el país. Representantes opositores denunciaron el hallazgo de miles de contenedores con unas 130.000 toneladas de alimentos descompuestos. El responsable para el momento fue Luis Pulido quien era presidente de Pdval.
En junio de 2010 el mayor general Carlos Osorio Zambrano fue nombrado presidente de la Productora y Distribuidora Venezolana de Alimentos, S.A. (Pdval) a través de un decreto publicado en la Gaceta Oficial 39.452, firmado por el entonces vicepresidente Elías Jaua. Antes de este cargo, desde febrero de 2007, Osorio fue superintendente nacional de Silos, Almacenes y Depósitos El día miércoles 20 de abril de 2016 fue convocado por la Asamblea Nacional para comparecer ante la sesión extraordinaria del 21 de abril para que informara sobre las causas de la escasez de productos de la cesta básica, la asignación de divisas para importación de alimentos, la materia prima para su elaboración, irregularidades en el sistema de distribución de la cadenas del gobierno Mercal, Pdval y Casa y los casos de corrupción investigados en Abastos Bicentenario y la Corporación Venezolana de Alimentos, sin embargo, no asistió.